# Laterallus albigularis
Il rallo golabianca o schiribilla golabianca (Laterallus albigularis Lawrence, 1861) è un uccello della famiglia dei Rallidi diffuso dal Nicaragua all'Ecuador.

## Tassonomia
Attualmente vengono riconosciute tre sottospecie di rallo golabianca:
- L. a. cinereiceps (Lawrence, 1875) (dall'Honduras sud-orientale a Panama nord-occidentale);
- L. a. albigularis (Lawrence, 1861) (dalla Costa Rica sud-occidentale all'Ecuador occidentale);
- L. a. cerdaleus Wetmore, 1958 (Colombia orientale).

## Descrizione
Il rallo golabianca misura 14–16 cm di lunghezza. Il piumaggio è prevalentemente marrone scuro sulle regioni superiori (più rossiccio sulla schiena); nella sottospecie L. a. cinereiceps la sommità del capo è grigio-bruna e la faccia grigia; su mento e gola spicca una macchia bianca (più vistosa in L. a. albigularis, meno evidente in L. a. cerdaleus); collo e petto sono color cannella-rossiccio, mentre dai fianchi al sottocoda vi è una serie di barre bianche e nere. L'iride è rosso-arancio e il becco verdastro, più scuro sul ramo superiore; zampe e piedi, generalmente marroni, assumono in alcuni esemplari dei toni giallastri od oliva. I sessi sono simili.

## Distribuzione e habitat
Il rallo golabianca vive nelle regioni tropicali e subtropicali del Centroamerica e del Sudamerica nord-occidentale, da Honduras sud-orientale e Nicaragua orientale a Colombia nord-occidentale ed Ecuador occidentale.
Popola le paludi, le praterie umide, i boschetti e le radure della foresta pluviale.

## Biologia
Generalmente piuttosto timido e difficile da vedere, il rallo golabianca viene individuato soprattutto dal suo forte richiamo di allarme, emesso non appena esso percepisce la presenza di un intruso. Se minacciato, preferisce rimanere immobile, facendo affidamento al piumaggio che ben si adatta al gioco di luci e ombre del sottobosco. È particolarmente attivo la mattina e al crepuscolo, quando si spinge in zone aperte in cerca di cibo.
Si nutre prevalentemente di insetti (Ortotteri, Coleotteri, mosche e formiche), ragni, semi di piante erbacee (Panicum), carici (Scleria, Fimbristylis), euforbie e Solanum, nonché di alghe. Il 90% delle sostanze rinvenute in sei stomaci esaminati era costituito da materia vegetale.
La femmina, durante la stagione degli amori (variabile a seconda della distribuzione geografica), depone 2-5 uova, di color bianco crema con macchioline color cannella o rossicce attorno al polo terminale.